# Theodor Eicke
Theodor Eicke (Hampont, Alsacia-Lorena, Imperio alemán —actual Francia—; 17 de octubre de 1892 - cerca de Oriol, Unión Soviética; 26 de febrero de 1943) fue un dirigente y criminal de guerra nazi conocido por su fanatismo y brutal eficacia en la administración de los campos de concentración a través de las SS-Totenkopfverbände, y el haber participado junto a Michael Lippert en el asesinato de Ernst Röhm durante la Noche de los cuchillos largos. 
Ocupó el cargo de SS-Obergruppenführer, comandó la 3.ª División SS Totenkopf de las Waffen-SS y fue uno de los responsables de la creación y organización de los campos de concentración de la Alemania nazi.

## Biografía

### Vida inicial
Eicke nació en Hampont, cerca de Château-Salins, en la Lorena francesa que entonces formaba parte del Imperio alemán, el 17 de octubre de 1892. Su padre era jefe de estación. Después de haber asistido a la escuela hasta los 17 años, se alistó como voluntario del 23.º Regimiento de infantería bávaro. Más tarde, durante la Primera Guerra Mundial, tuvo el oficio de pagador en el 3.º Regimiento de Infantería Bávaro hasta 1916, cuando pasó a formar parte (haciendo la misma labor) del 22.º Regimiento de infantería bávaro.
Fue condecorado con la Cruz de Hierro, pero no contaba con ninguna esperanza de encontrar trabajo tras el fin de la guerra, así que volvió a los estudios en Ilmenau, ciudad natal de su esposa, pero los abandonó en 1920 para hacer carrera en la policía.
Su proyecto fracasó, debido no solo a su falta de formación escolar, sino también a su odio hacia la República de Weimar y a sus repetidas participaciones en manifestaciones políticas y violentas, prohibidas a los oficiales de policía. En 1923, fue contratado finalmente por IG Farben, donde se convirtió con rapidez en el jefe de seguridad interna.

### De 1928 a 1933
En diciembre de 1928, Eicke se inscribió al mismo tiempo en el Partido Nacionalsocialista Obrero Alemán y en las Sturmabteilung (SA), abandonándola en 1930 para pasar a las SS. Sus cualidades como reclutador, de las que luego hizo gala en las Waffen-SS, le hicieron destacar, especialmente por su aportación para organizar las SS en Baviera. En 1931, Heinrich Himmler lo elevó al cargo de Standartenführer.
Sus actividades políticas llamaron la atención hasta tal punto que Eicke fue despedido por IG Farben en 1932.
Fue sospechoso de preparar atentados con bomba contra adversarios políticos bávaros, por lo que fue condenado en julio de 1932 a dos años de prisión. Gracias a la protección del Ministro de Justicia, Franz Gürtner, escapó de la condena y, siguiendo instrucciones de Heinrich Himmler, se refugió en Italia para ocuparse de un campo para fugitivos de las SS.

### Participación en las SS y en los campos de concentración

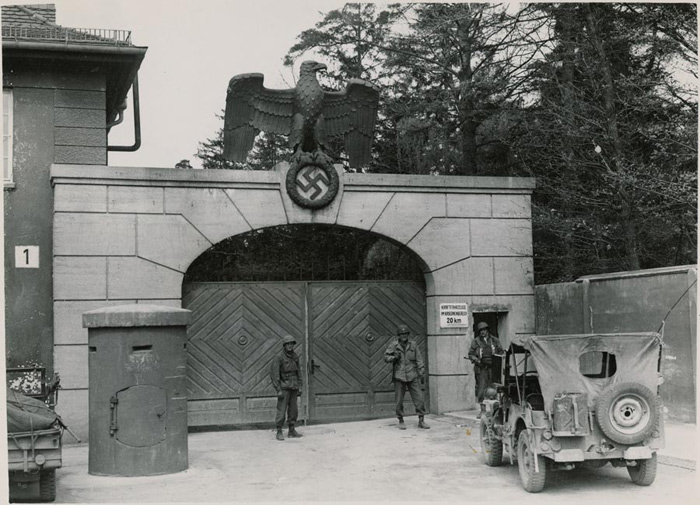
1945. Campo de concentración de Dachau, primer campo de concentración dirigido por Eicke.

Eicke retornó a Alemania en marzo de 1933, después del ascenso al poder de Adolf Hitler.
En junio de 1933, fue nombrado comandante del campo de concentración de Dachau por Himmler, donde por aquel entonces se encontraban 2000 presos. Conformó inmediatamente las bases del sistema de concentración de los nazis, particularmente en cuanto a la obediencia ciega de los guardianes a las órdenes, y el sistema de vigilancia, disciplina y castigo a los detenidos, cuyo fin era el de «destrozar psicológica, moral y físicamente a los presos». Con Papa Eicke, apodo otorgado por los guardianes del campo, se pasó de la brutalidad indisciplinada de las SA al espanto planificado de las SS. Sus resultados causaron una grata impresión en Himmler, que lo nombró SS-Brigadeführer el 30 de enero de 1934.
Eicke dio prueba de un antisemitismo y un antibolchevismo radical. Proclamaba «su odio contra todo lo que no es alemán ni nacionalsocialista». Impuso a los guardianes una obediencia ciega e incondicional hacia él, como dirigente del campo, pero también hacia las SS y el Führer. Estas "cualidades" impresionaron a Heinrich Himmler, que lo nombró, el 4 de julio de 1934 inspector de los campos de concentración y comandante de la Totenkopfverbände (Inspekteur des Konzentrationslager und Führer des SS Totenkopfverbände). Como inspector de los campos, dependía de la Oficina Central de Seguridad del Reich dirigida por Reinhard Heydrich, y más particularmente de la Gestapo; como comandante de los Totenkopfverbände, salió de la oficina central de las SS -el SS-Hauptamt- y comenzó a recibir órdenes directamente de Himmler.
Eicke participó igualmente en la Noche de los cuchillos largos: con algunos guardianes escogidos con cuidado del campo de concentración de Dachau, le aportó su ayuda a Sepp Dietrich, comandante de la SS-Leibstandarte Adolf Hitler, para encarcelar a los principales dirigentes de las SA.
En esta ocasión, el 1 de julio de 1934, probó su total fidelidad a Himmler y Hitler tomando parte en el asesinato de Ernst Röhm. El haber participado en este asesinato le valió el ser promovido a SS-Gruppenführer, lo que hizo que se situara en el segundo rango dentro de la jerarquía de las SS.

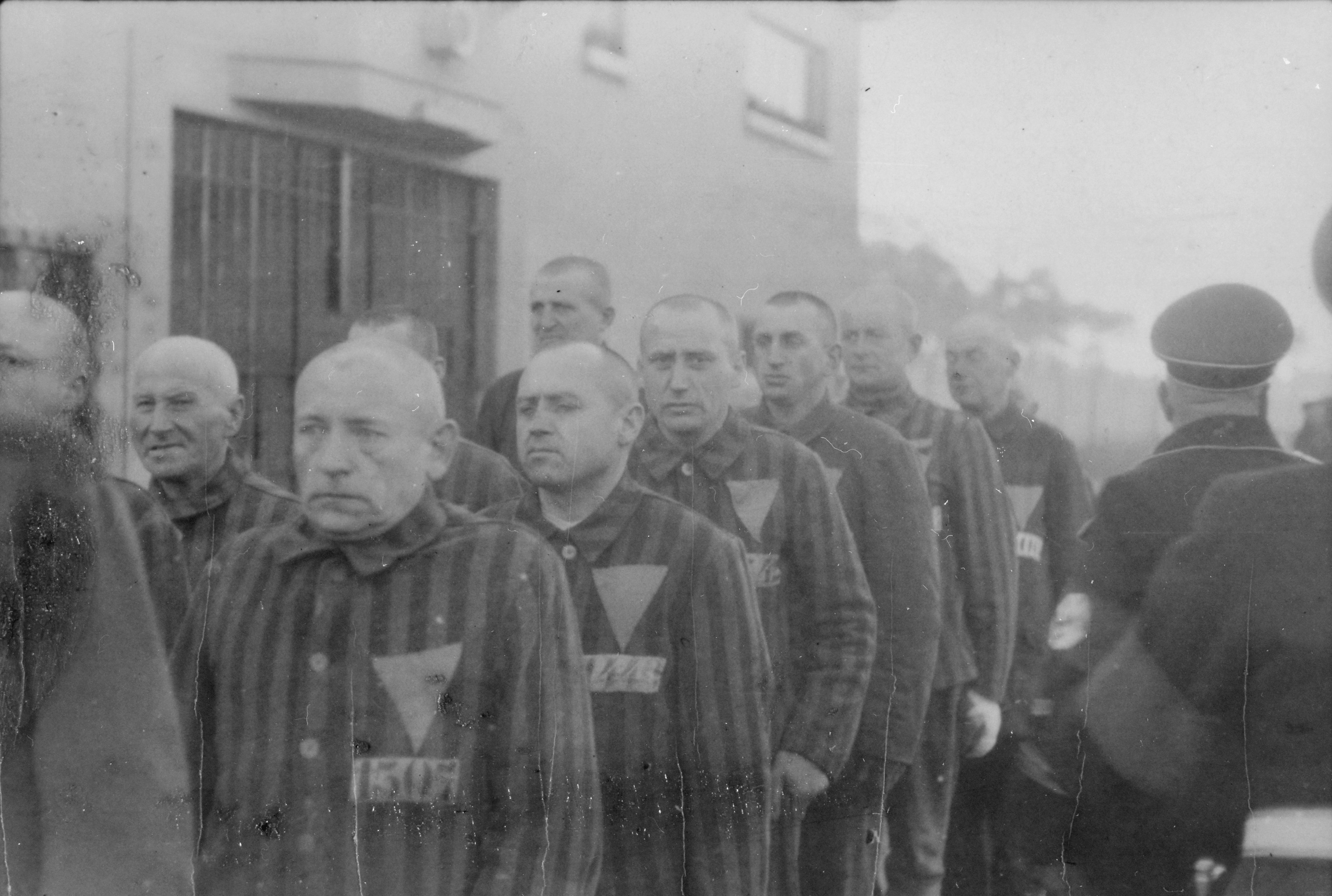
Presos del campo de concentración de Sachsenhausen en 1938.

En su función de inspector de los campos de concentración, Eicke realizó una reorganización profunda, terminada en 1939. A principios de 1935, suprimió los pequeños campos de concentración para conservar solamente seis de ellos, que concentraron a cerca de 3500 detenidos, entre los que estaba Dachau. A partir de 1936, extiende el sistema concentracionario con la creación de Sachsenhausen, Buchenwald (en 1937), Flossenbürg (en 1938), completados después con los subsiguientes al Anschluss, Mauthausen (también en 1938) y posteriormente por el campo de mujeres de Ravensbrück, ya en 1939. La organización y administración de todos los campos fue calcada del modelo de Dachau y a excepción de este campo, todos los antiguos campos de concentración fueron clausurados.
Desde 1936, Eicke impulsó la detención y el internamiento en los campos de nuevas categorías de detenidos que no tenían ninguna relación con los opositores al régimen, es decir: mendigos, criminales, reincidentes en pequeños delitos, borrachos, parados profesionales, vagabundos, gitanos y celadores de sectas religiosas. Luchó por la ampliación de los campos existentes y la construcción de nuevos centros de detención, que pretendía utilizar como depósito de mano de obra servil.
La reorganización realizada por Eicke y la utilización de los detenidos como trabajadores forzados hicieron de los campos de concentración uno de los instrumentos más poderosos de las SS. En 1940, el control del sistema concentracionario fue confiado al SS-Wirtschafts und Verwaltungshauptamt, uno de los despachos centrales de las SS (SS-Hauptamt), dirigido por Oswald Pohl y dependiente de forma directa de Heinrich Himmler.
La actitud inflexible de Eicke y su determinación a explotar al máximo la mano de obra de los campos de concentración tuvieron una enorme influencia en el personal de los mismos. El adoctrinamiento permanente y la brutalidad del propio Eicke impidieron todo sentimiento de humanidad en los guardianes: Eicke quería suprimir en las SS todo sentimiento de piedad hacia los internos. Sus discursos, las órdenes en las que insistía en el carácter criminal y peligroso de la actividad de los internados, no podían quedar sin efectos.
En todos los campos se practicó una violencia y una crueldad controladas y disciplinadas, un sistema del espanto perfectamente organizado, que prosiguió después de la salida de Eicke. Particularmente, formó a comandantes de campo como Rudolf Höß en Auschwitz, Franz Ziereis en Mauthausen y Karl Otto Koch en Sachsenhausen y Buchenwald.
Eicke, sin embargo, parecía ser apreciado por sus subordinados, lo que probablemente explique su sobrenombre. Según Wolfgang Sofsky, desarrolló sistemáticamente una política de compadreo, en oposición a las tradiciones militares que detestaba: Eicke pedía a sus hombres que se tutearan, fusionó el comedor de los suboficiales y de los oficiales, protegía a sus hombres, incluso en el caso de que quebrantaran alguna norma, salvo si éstos manifestaban un sentimiento de piedad hacia los detenidos; buscaba el contacto humano con sus hombres, fuera de sus frecuentes revistas de inspección y en ausencia de sus superiores. Cuando los guardianes detenían a un recluso tras una tentativa de fuga, Eicke pedía que se les evitara sufrir un interrogatorio, para no inquietarles.

### DivisiónTotenkopf

Insignia de la 3.ª División SS "Totenkopf".

Fue bajo el mando de Eicke en 1939 cuando empezó la transformación de las SS-Totenkopfverbände, es decir, del personal de los campos de concentración, con vistas a convertirlos en unidades aptas para combatir en el frente, constituyendo la 3.ª División SS Totenkopf. Desde que tomó el cargo, movilizó a todos sus contactos en el seno de las SS para asegurar un buen equipamiento a su división, particularmente en términos de armas antitanques, para motorizarla y dotarla de un grupo de reconocimiento.
A partir de este momento, Eicke empezó una nueva carrera y no tuvo más responsabilidades en la organización de los campos de concentración. Richard Glücks le sucedió como inspector de los campos, bajo la dirección de Oswald Pohl.
Cambió de funciones, pero sus convicciones continuaron siendo las mismas. Anticatólico profeso, logró convencer en 1940 a una compañía entera de su división para que renunciaran a la religión cristiana, haciéndolo constar por un tribunal administrativo. Veló escrupulosamente por el respeto de los drásticos criterios de reclutamiento de las Waffen-SS, sin vacilación para rechazar a candidatos que, aparentemente aceptados, consideraba que no tenían las normas físicas, morales o raciales aptas para las SS. Rechazaba igualmente que sus oficiales dejaran la división Totenkopf para reforzar otras unidades.
En el curso de la guerra, Eicke y su división se distinguieron por su brutalidad y el gran número de crímenes de guerra cometidos.
En el momento de la invasión de Polonia, tres regimientos de la unidad Totenkopf (Oberbayern, Brandenburg y Thüringen) siguieron a las tropas alemanas para "detener a los refugiados recientemente llegados al país y acosar a los elementos hostiles hacia el régimen, es decir, los franco-masones, los judíos, los comunistas, los intelectuales, el clero y la aristocracia". La brutalidad de la unidad Totenkopf y el gran número de asesinatos realizados por la división, fueron objeto de fuertes críticas por parte del general de la Wehrmacht, Johannes Blaskowitz: "Los sentimientos de la tropa hacia las SS y la policía oscilan entre la repulsión y el odio. Todos los soldados son tratados con asco y repugnancia por los crímenes cometidos en Polonia".

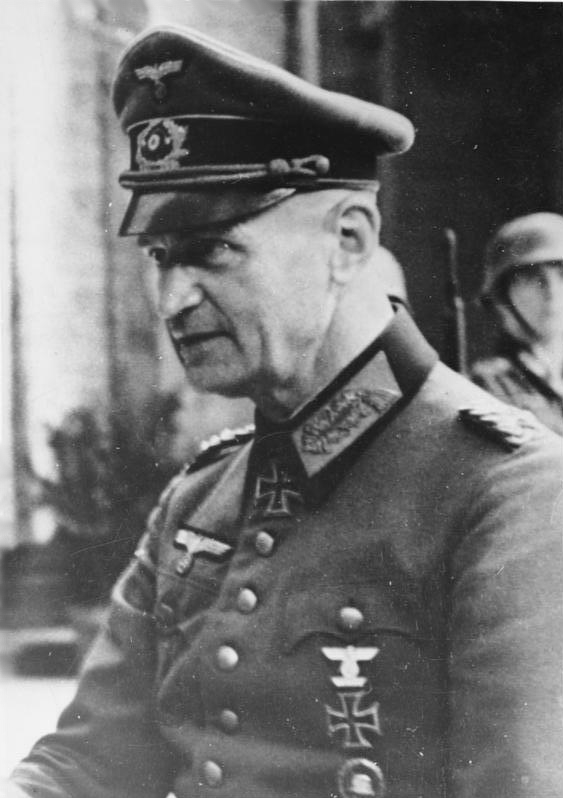
Johannes Blaskowitz, general de la Wehrmacht y discordante con el modus operandi de Eicke.

Durante la batalla de Francia, la división Totenkopf perpetró la masacre de Le Paradis, el 27 de mayo de 1940, durante la cual se asesinó a casi un centenar de presos británicos en el norte de Francia por orden del teniente Fritz Knöchlein, condenado después a muerte y ejecutado por crímenes de guerra tras el fin de la Guerra, además de la ejecución sumaria de tropas senegalesas y marroquíes, que trataban de rendirse.
Al iniciarse la Operación Barbarroja, Eicke insistió en que su división fuera dotada de camiones militares concebidos para el transporte de tropas, en lugar de los diversos vehículos que le fueron otorgados. Según sus propias palabras: "No podemos llevar a cabo ninguna guerra en el Este con esta clase de vehículos". Su insistencia le ayudó a obtener dichos vehículos. Antes de comenzar la operación, reunió a sus oficiales en repetidas ocasiones "para mostrarles la lucha que iba a oponer el nacionalsocialismo al bolchevismo judío". De hecho, esta división fue la más despiadada de todas las presentes en el frente ruso, y también la más irreductible.
En septiembre de 1941, dos regimientos de la división huyeron del frente de combate a causa de una contraofensiva de las tropas del Ejército Rojo, siendo víctimas de juicios severos por los oficiales de la Wehrmacht. Bajo el mando de Eicke, la división Totenkopf dio prueba de una fanatismo inigualable y de una ferocidad en los avances de 1941, la ofensiva del verano de 1942 y la conquista de Járkov, en la bolsa de Demyansk, etc. Dio prueba de aptitudes notables en el combate defensivo contra el Ejército Rojo. En el Frente Oriental, fue culpable del asesinato de presos y de civiles en la Unión Soviética y de la destrucción y del pillaje en numerosos pueblos en Ucrania y/o Bielorrusia. Eicke además hizo imperar una férrea disciplina, a veces expeditiva, como en la ejecución de un soldado que incitaba al motín antes de que el veredicto fuera confirmado por la Reichsführung-SS, lo que desembocó inmediatamente en su destitución como juez de la división.

### Muerte

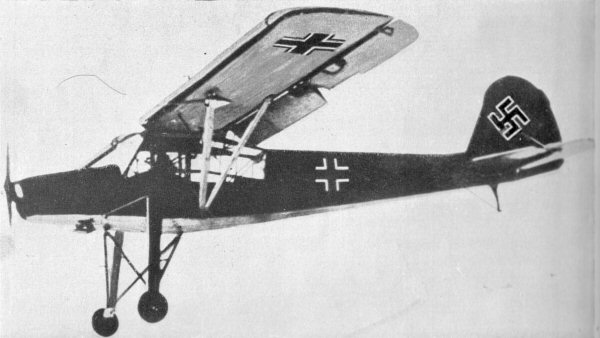
Avión Fieseler Fi 156 en pleno vuelo, modelo idéntico al que utilizaba Eicke cuando fue derribado por los soviéticos.

Poco después de ser ascendido a Obergruppenführer, Theodor Eicke murió el 26 de febrero de 1943, en el curso de un reconocimiento aéreo para preparar la tercera batalla de Járkov. Su avión, un Fieseler Fi 156, fue derribado por el Ejército Rojo en los alrededores de Artelnoje. Sus tropas lanzaron inmediatamente un ataque para llegar al lugar donde se estrelló el avión y así recuperar el cuerpo de su comandante.
La propaganda levantó la figura de un héroe en Theodor Eicke. Poco después de su defunción, uno de los regimientos de la división Totenkopf fue bautizado "Theodor Eicke", nombre que enarbolará sobre el puño, «un privilegio raro y jerarquizado». Su reputación militar, sin embargo, quedó comprometida.
Desde 1940, en la batalla de Francia, la actitud de Eicke —para quien las pérdidas no tenían importancia— comenzó a ser objeto de críticas de los oficiales de la Wehrmacht, sorprendidos por el número de muertos y heridos en las filas de la división Totenkopf. Estas críticas se renovaron con ocasión de la operación Barbarroja: de junio de 1941 a marzo de 1942, la división perdió a 12 000 de sus 17 000 hombres.